# Vertragshändler
Vertragshändler sind selbstständige Kaufleute, die aufgrund vertraglicher Verpflichtung im eigenen Namen für eigene Rechnung Waren eines oder mehrerer bestimmter Hersteller bzw. Lieferanten vertreiben. 
Durch die Integration in die Vertriebsstruktur des Herstellers bzw. Lieferanten entsteht für außenstehende Dritte der Eindruck eines Filialunternehmens.
Im Gesetz findet man keine Norm zum Vertragshändler. 

## Aufgaben des Vertragshändlers
- Absatz (Vertrieb)
- Kundendienst (Service und Reparatur)
- Lagerhaltung
- Systemberatung und -betreuung
- Unterstützung des Marketing-Konzeptes des Herstellers

## Beispiele für Vertragshändler
- Kfz-Vertragshandel (Autohäuser)
- Fahrradhändler
- Waschmaschinen und Haushaltsgeräte
- Elektro-Fachhändler
- Getränkehandel